# Staatliche Realschule Weißenburg
Die Staatliche Realschule Weißenburg (RSWUG) ist eine Realschule in Weißenburg in Bayern unter Trägerschaft des Landkreises Weißenburg-Gunzenhausen. Sie ist eine offene Ganztagsschule mit knapp 550 Schülern (Stand: 2023/24).

## Geschichte
Die Schule wurde 1955 als Staatliche Mittelschule Weißenburg unter Trägerschaft der Stadt Weißenburg gegründet. Der Unterricht begann am 10. Oktober 1955 mit einer Knaben- und einer Mädchenklasse mit insgesamt 88 Schülern. Die Räumlichkeiten befanden sich im Dachgeschoss der Weißenburger Zentralschule, 1964 erfolgte der Umzug aufs heutige Gelände im Schulzentrum. 1965 erfolgte die Umbenennung der Schule in Realschule. 1969 sollte die Schule in Rudolf-Nebel-Realschule nach dem aus Weißenburg stammenden Raketenpionier Rudolf Nebel umbenannt werden. Das Kultusministerium folgte dem Antrag nicht, da damals eine Benennung nach lebenden Personen nicht möglich war. So trägt seitdem lediglich das Hauptgebäude den Namen Rudolf-Nebel-Realschule. 1973 wurde, nach Auflösung der Kreisfreiheit Weißenburg, der Landkreis Sachaufwandsträger der Schule und leistete bis 1995 Investitionen von rund 10 Millionen Mark. 1998 konnte der Erweiterungsbau bezogen und die Sanierungsmaßnahmen des Altbaus abgeschlossen werden. 2000 wurde die sechsstufige Realschule eingeführt, wodurch die Schülerzahl an die Tausendergrenze reichte und das Schulgebäude erneut zu klein war. Im Schuljahr 2009/2010 hatte die Schule die bisher höchste Schülerzahl ihrer Geschichte mit 984 Schülern erreicht. Am 3. Juni 2014 gründete sich ein Förderverein zur besseren finanziellen Unterstützung der Schule.
2014 erreichte die Schule internationale Bekanntheit, nachdem die damalige Direktorin im Rahmen eines schulinternen Wettbewerbs den Nazi-Gruß Sieg Heil ausgesprochen hatte. Nach einer Zahlung von 1.000 Euro an den „Runden Tisch gegen Rechts“ wurden die Ermittlungen der Staatsanwaltschaft eingestellt.

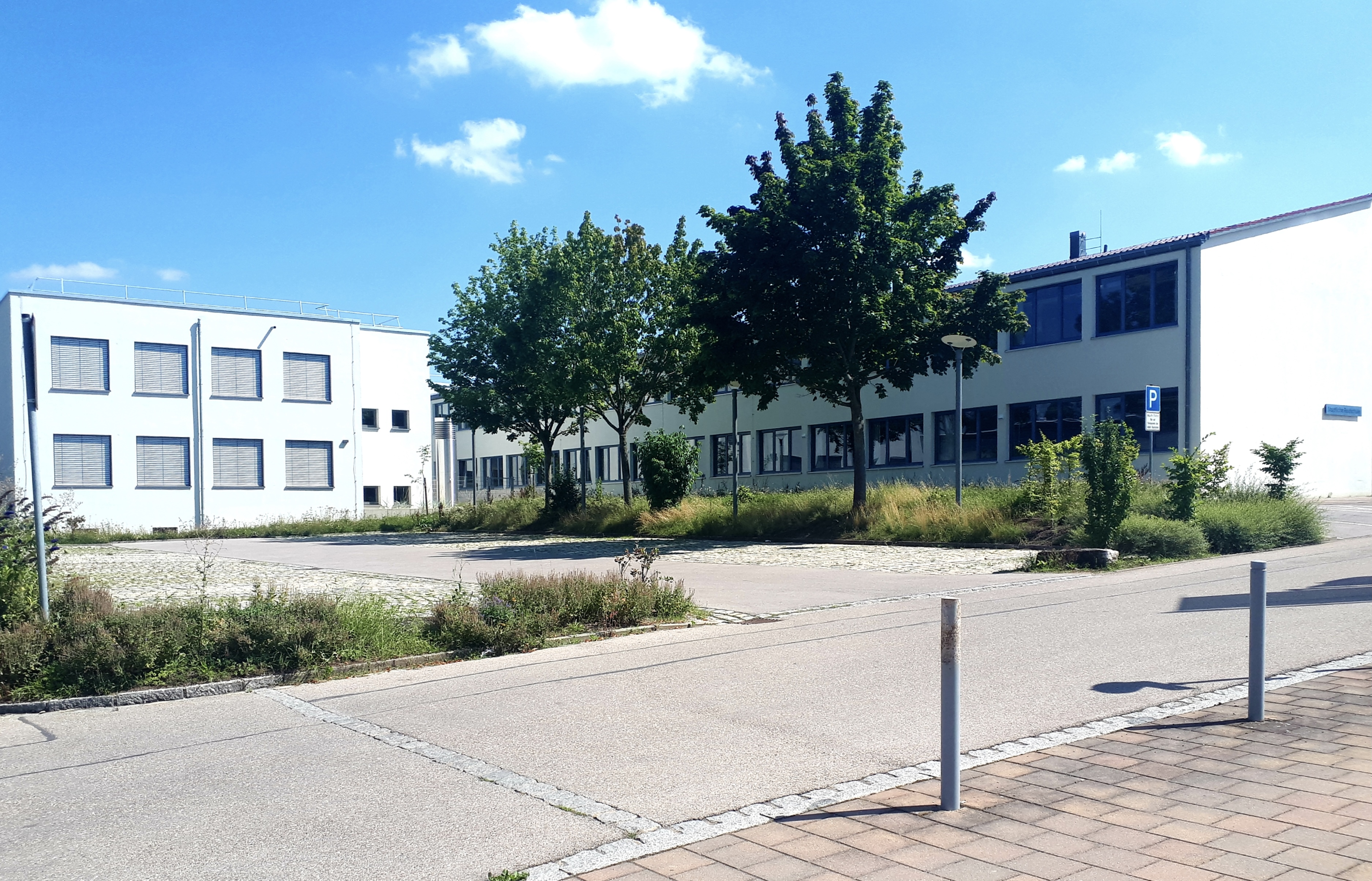
Hauptgebäude sowie Neubau (von 2018) der Staatlichen Realschule Weißenburg

2018 konnte ein weiterer Neubau nach dreijähriger Bauzeit eingeweiht werden.

## Profil und Angebote

### Profilklassen
In den Jahrgangsstufen 5 und 6 kann eine von drei Profilklassen gewählt werden:
- In der Bläserklasse erhält jedes Kind ein Leihinstrument, für das es die Verantwortung übernimmt. Zur Auswahl stehen die Instrumente Querflöte, Klarinette, Saxofon, Trompete, Posaune, Euphonium und Tuba. Die Kinder erlernen ihr Orchesterblasinstrument zeitgleich im Klassenverband; es werden keine musikalischen Vorkenntnisse vorausgesetzt.[10]
- Die Robotikklasse führt Schüler im Basisunterricht der 5. und 6. Jahrgangsstufe an die Programmierung von Robotern heran.[11][12]
- Für KOMPASS-Klassen steht wöchentlich eine Schulstunde zur Verfügung, um u. a. die Lernkompetenz zu stärken.[13]

### Zweigwahl
Ab der 7. Jahrgangsstufe stehen vier Zweige zur Auswahl:
- der mathematisch-naturwissenschaftliche Bereich (Zweig I)
- der wirtschaftswissenschaftliche Bereich (Zweig II)
- der fremdsprachliche Bereich mit der Zweitsprache Französisch (Zweig IIIa)
- der gestaltende Bereich mit dem Schwerpunkt Kunst (Zweig IIIb)[15]

### Weitere Angebote
Die Schule beteiligt sich am landesweiten Projekt Coolrider zur Ausbildung Ehrenamtlicher, die in öffentlichen Verkehrsmitteln für Sicherheit sorgen. Die Schülerfirma K4K vermittelt wirtschaftliche Kompetenzen, das Young Jazz Ensemble und die Big Band musikalische Kompetenzen an die Schüler. Mehrere Auszeichnungen bekam die Theatergruppe, unter anderem vertrat die Schule 2014 Bayern im bundesweiten Schultheaterwettbewerb der Länder. Die Schule unterhält seit 2009 eine Partnerschaft mit dem Collège Jean Lurçat in Brive-la-Gaillarde im Limousin, mit dem es ein Schüleraustauschprogramm gibt.
Seit 2022 kooperiert die Realschule mit der FOS Weißenburg in den Bereichen Medienkompetenz, MINT-Förderung und Kultur.
2023 erhielt sie den Titel „Klimaschule Silber“ für ihr besonderes Engagement im Kampf gegen den Klimawandel.

## Schulleiter
- Hermann Beck (1955–1976)
- Ernst Lechner (1976–1983)
- Rudi König (1983–1989)
- Emmeran Meyer (1989–1994)
- Herbert Reinbold (1994–2012)
- Stephanie Bauer (2012–2015)
- Konstantina Brown-Pfeiffer (2015–2020)
- Wunibald Iser (seit 2020)

## Bekannte Schüler
- Gerhard Wägemann (* 1953), Kommunalpolitiker
- Markus Steinhöfer (* 1986), Fußballspieler
- John Degenkolb (* 1989), Radrennfahrer

## Bekannte Lehrer
- Franz Liebl (* 1923; † 2002), bis 1973 Studienrat in Weißenburg; Verfasser und Dichter in egerländischer und oberpfälzischer Mundart
- Ulf Beier (* 1941), von 1971 bis 2003 Deutsch- und Erdkundelehrer; Heimatforscher